# Timothy O’Brien
Sir Timothy O’Brien, 1. Baronet (* 1787 im County Tipperary; † 4. Dezember 1862 in Dublin) war ein irisch-britischer Unternehmer und Politiker.
Er war Schiffseigner und Gouverneur (Bankdirektor) der Hibernian Bank. In den Jahren 1844 und 1849 bekleidete er das Amt des Lord Mayor von Dublin. Daneben saß er vom 5. Februar 1846 bis 28. April 1859 als Liberaler Abgeordneter für den Wahlbezirk Cashel im County Tipperary im britischen House of Commons.
Am 25. September 1849 wurde ihm, anlässlich des ersten Besuchs Königin Victorias in Irland, der erbliche Adelstitel Baronet, of Merrion Square in the City of Dublin, and of Borris-in-Ossory in the Queen’s County, verliehen. Aus seiner 1821 geschlossenen Ehe mit Catherine Murphy hinterließ er drei Söhne und zwei Töchter. Der Adelstitel ging bei seinem Tod 1862 auf seinen ältesten Sohn Patrick O’Brien über.